# Twinings
Twinings — англійська компанія, яка спеціалізується на виробництві чаю. Заснована в 1706 році Томасом Твайнінгом і є однією з найстаріших компаній світу, що продовжують працювати. Розташована у місті Андовер графства Гемпшир, Англія.

## Історія

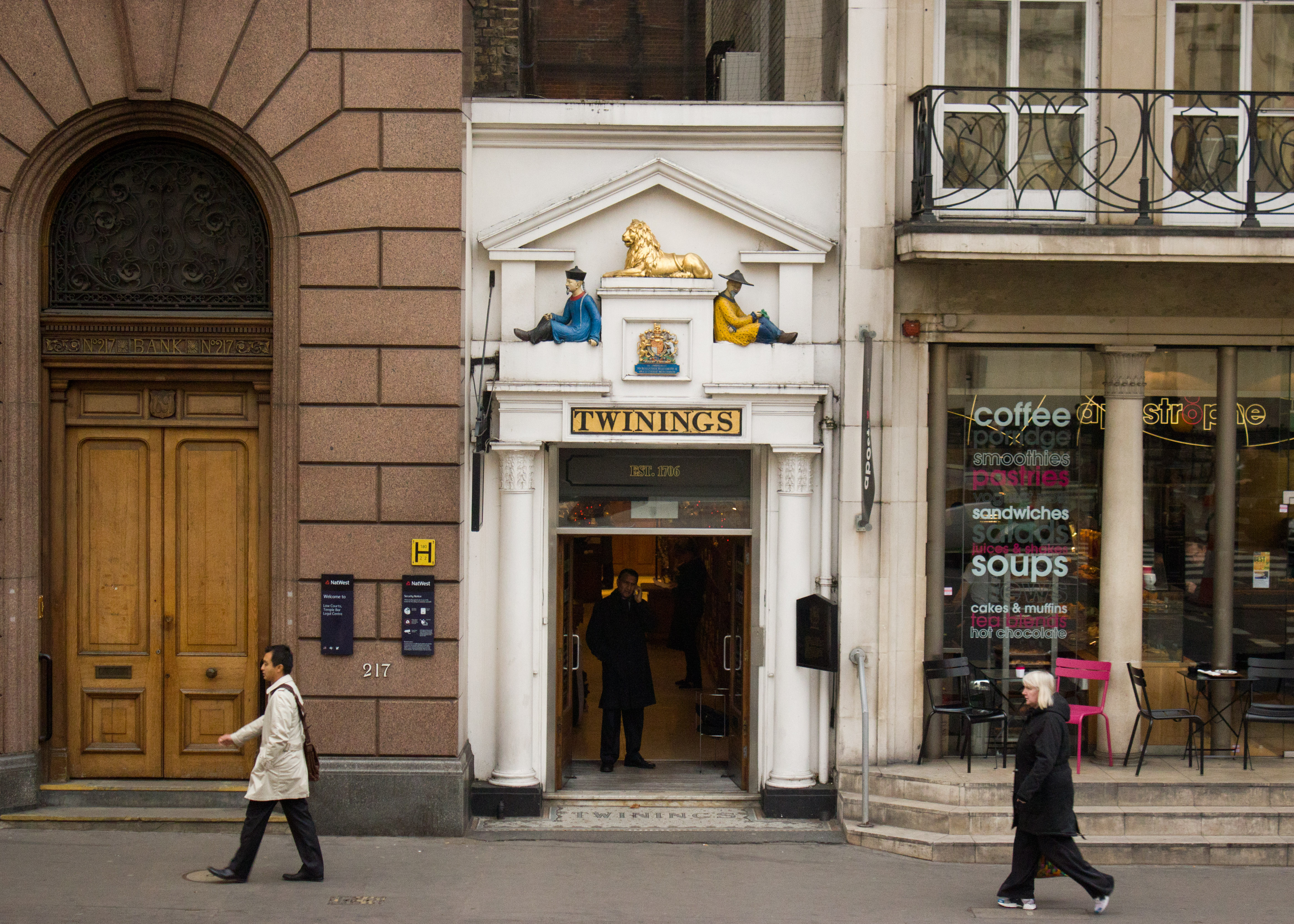
Чайний магазин Twinings у Лондоні

Компанія була заснована в 1706 році Томасом Твайнінгом. У 1787 році був створений логотип Twinings, який нині є найстарішим у світі фірмовим логотипом, що безперервно використовується, а чайний магазин Twinings на лондонській вулиці Стренд незмінно знаходиться там з 1706 року.
У 1837 році королева Вікторія надала Twinings офіційний королівський дозвіл на поставки чаю до королівського двору. У 1910 році відкрито перший чайний магазин Twinings у Франції. У 1933 році Twinings вперше створює знамениту суміш «англійський сніданок». У 1956 році Twinings вперше почав виготовляти чайні пакетики.
З 1964 року стала одним з дочірніх компаній холдингу Associated British Foods. У 1972 році Twinings стала першою компанією, яка здобула королівську нагороду на експорт.